# Heiligenrode (Stuhr)

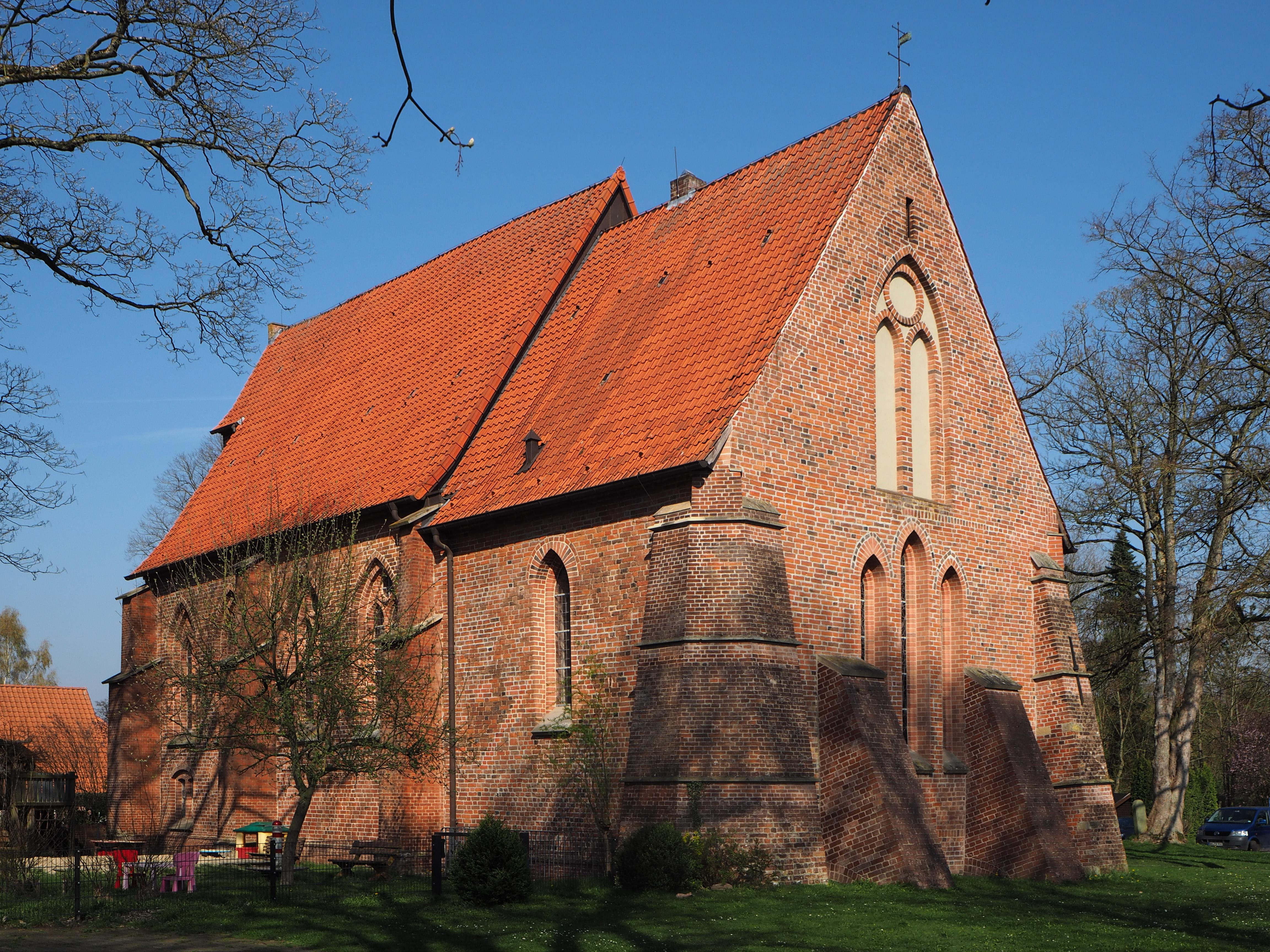
Klosterkirche Heiligenrode
Gotischer Backsteinbau aus dem 13. bis 14. Jahrhundert

Heiligenrode ist seit der Eingemeindung 1974 ein Ortsteil der Gemeinde Stuhr (Landkreis Diepholz, Niedersachsen).

## Geografie
Heiligenrode ist ein Ortsteil der Gemeinde Stuhr und liegt am nördlichen Rand des Naturparks Wildeshauser Geest und ca. 15 km südlich der Hansestadt Bremen.
Heiligenrode liegt am Klosterbach und fällt durch seine idyllische Lage auf. Zu Heiligenrode gehören die bäuerlich geprägten Ortsteile Eggese, Bürstel und Siek. In Siek befindet sich ein Erholungsgebiet mit Wochenendhäusern, das unter anderen von Bremern am Wochenende frequentiert wird.
Was anfänglich eine bäuerliche Ansiedlung war, ist inzwischen ein größerer Ortsteil mit diversen Wohnsiedlungen und nur noch wenigen landwirtschaftlichen Betrieben.
Heiligenrode liegt an der Bahnstrecke Delmenhorst–Harpstedt und in unmittelbarer Nähe der A 1 (Stuhrer Dreieck) und wird im Norden von der Bundesstraße 322 begrenzt. Durch Heiligenrode führt – abzweigend von der B 322 und einmündend in die B 51 – die B 439.

## Geschichte
Heiligenrode entstand durch die Gründung eines Klosters mitten in einer bewaldeten Landschaft und ist in seiner Entstehung sicherlich rund um das Kloster ein bäuerlicher Ort gewesen.
Die gut erhaltene Klosterkirche, die Klostermühle Heiligenrode, der Klosterteich und der Mühlenteich im Ortskern sind Zeugen einer ehemals bewegten Vergangenheit Heiligenrodes, die ihren Ursprung vor über 800 Jahren fand. Im Jahre 1182 wurde durch Ritter Friedrich von Mackenstedt, einem Dienstmann des Erzbischofs von Bremen, ein Benediktinerinnen-Kloster gegründet. Bedingt durch den Klosterbau entstand eine Infrastruktur mit zahlreichen Wirtschaftsgebäuden und Häusern. Wälder wurden gerodet, Sümpfe wurden trockengelegt – hieraus resultiert auch der Name: Heiligenrode. Durch Stiftungen von Edelleuten, Fürsten und Bauern wuchs der wirtschaftliche Einfluss. Nach der Reformation wurde das Nonnenkloster in ein Damenstift umgewandelt. Im weiteren Verlauf der Geschichte brachte der Dreißigjährige Krieg den Untergang des einst reichen Stifts, so dass die Gebäude verfielen.
Am 1. August 1972 wurde ein Gebietsteil der Gemeinde Kirchseelte mit damals etwa 200 Einwohnern nach Heiligenrode umgemeindet. Durch die Gemeindereform vom 1. März 1974 wurde Heiligenrode Ortsteil der Gemeinde Stuhr.

## Kultur

### Baudenkmale
In der Liste der Baudenkmale in Stuhr sind für Heiligenrode zwei Baudenkmale aufgeführt:
- Die  evangelische Klosterkirche von um 1300 ist ein einschiffiger gotischer Backsteinbau. In der Kirche finden regelmäßig Gottesdienste statt. In der Umgebung befinden sich  noch Stiftsgebäude, z. B. das sogenannte Alte Pfarrhaus, ursprünglich Amtshaus und Wohnhaus für Stiftsdamen.

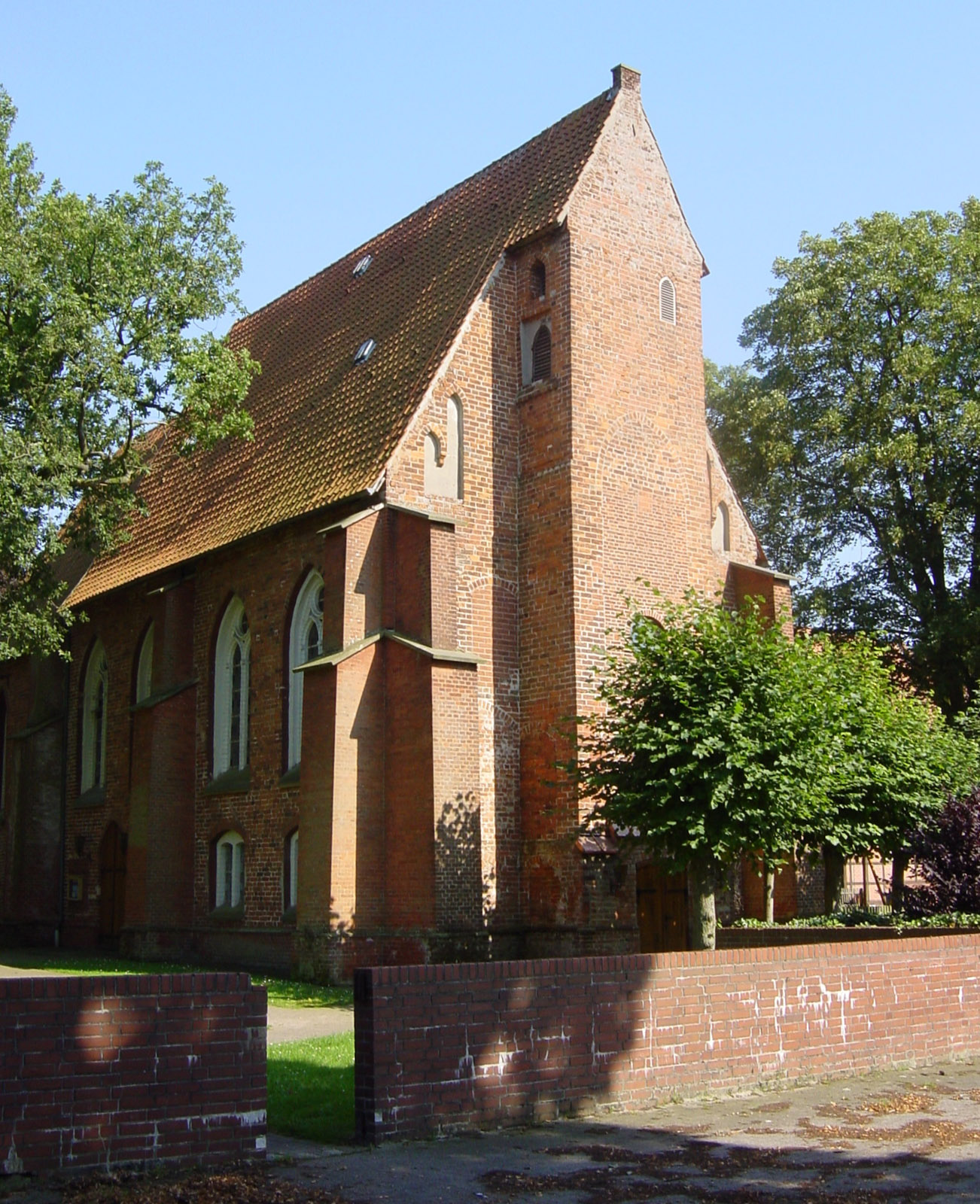
Klosterkirche aus dem 13./14. Jahrhundert von Nordwesten gesehen
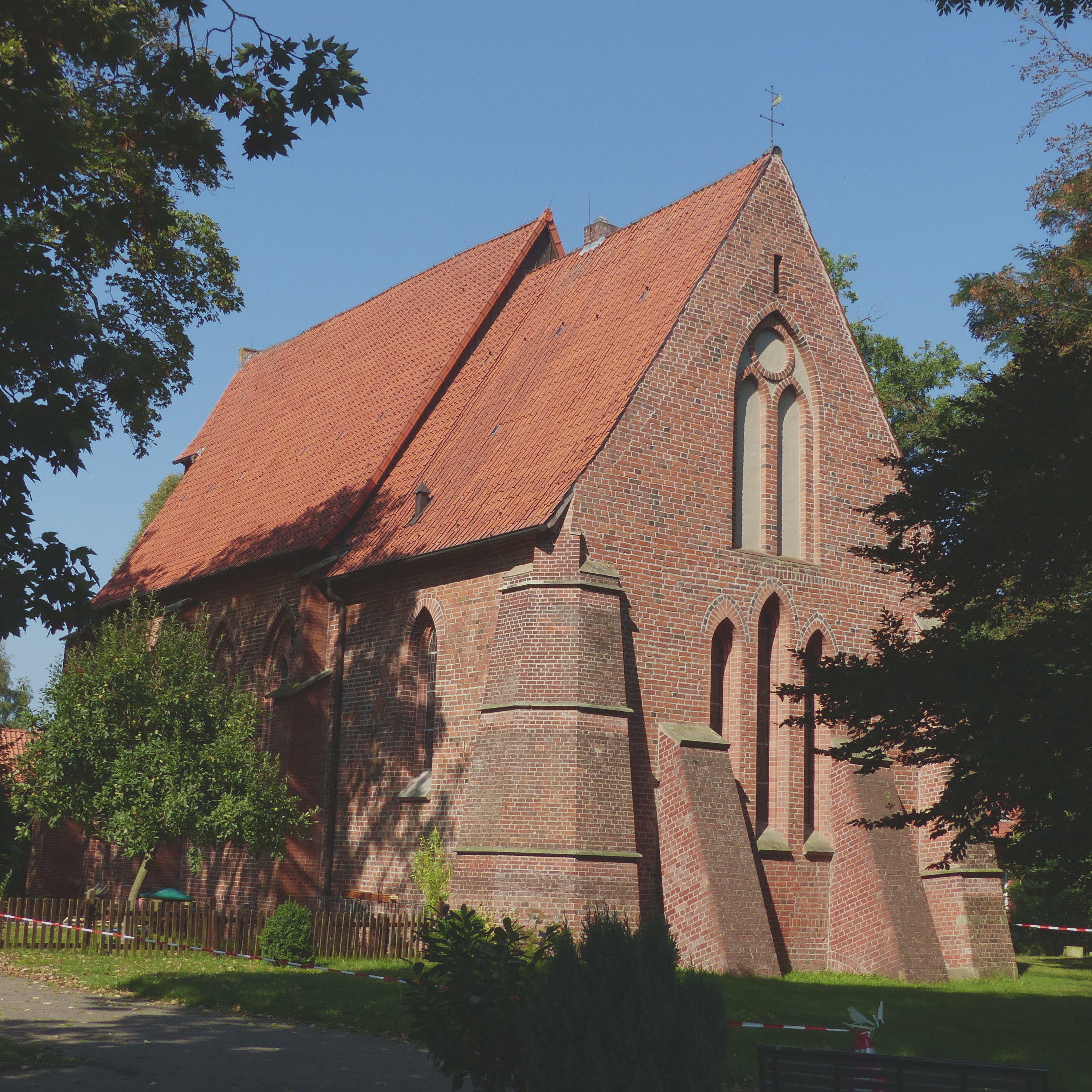
Südost-Ansicht der Klosterkirche (Stützpfeiler sind nicht ursprünglich)
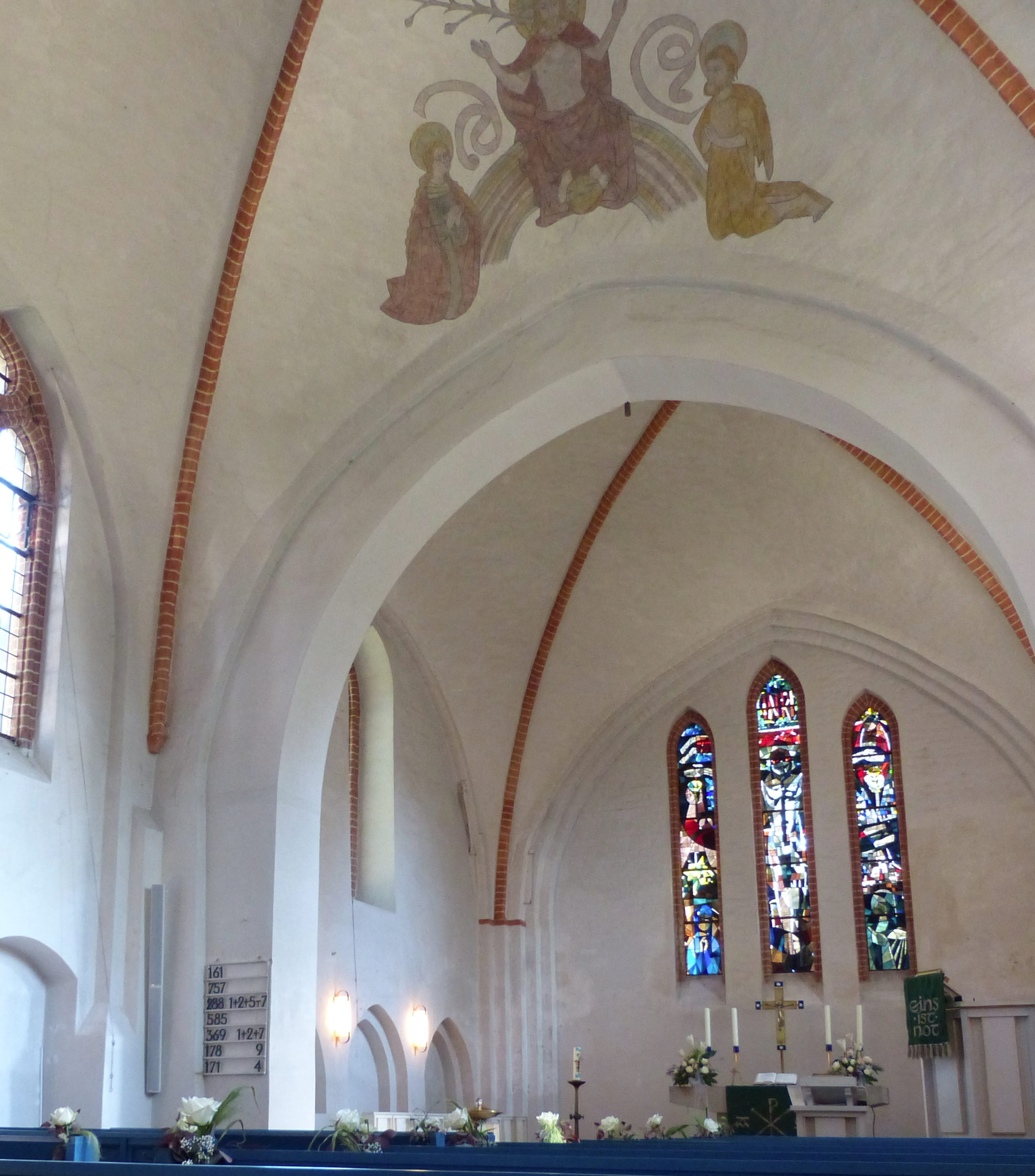
Innenraum nach Osten mit Fresko aus den 15. Jahrhundert und Chorfenstern von 1963
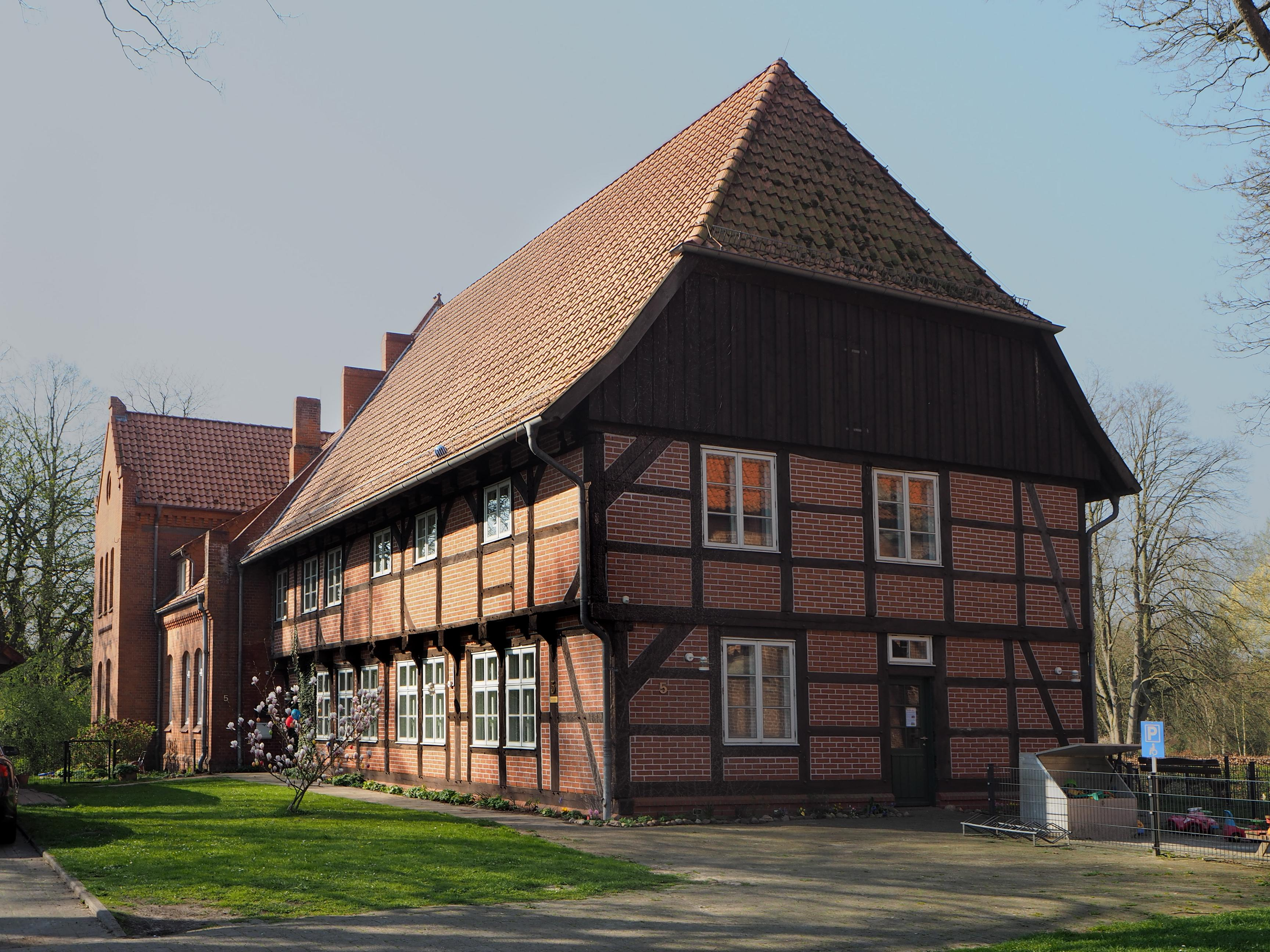
Sogenanntes Altes Pfarrhaus, Stiftsdamenhaus aus dem 17. Jahrhundert

- Das Ensemble Wassermühle Heiligenrode mit Klostermühle, Nebengebäuden, Klosterteich und Mühlenteich

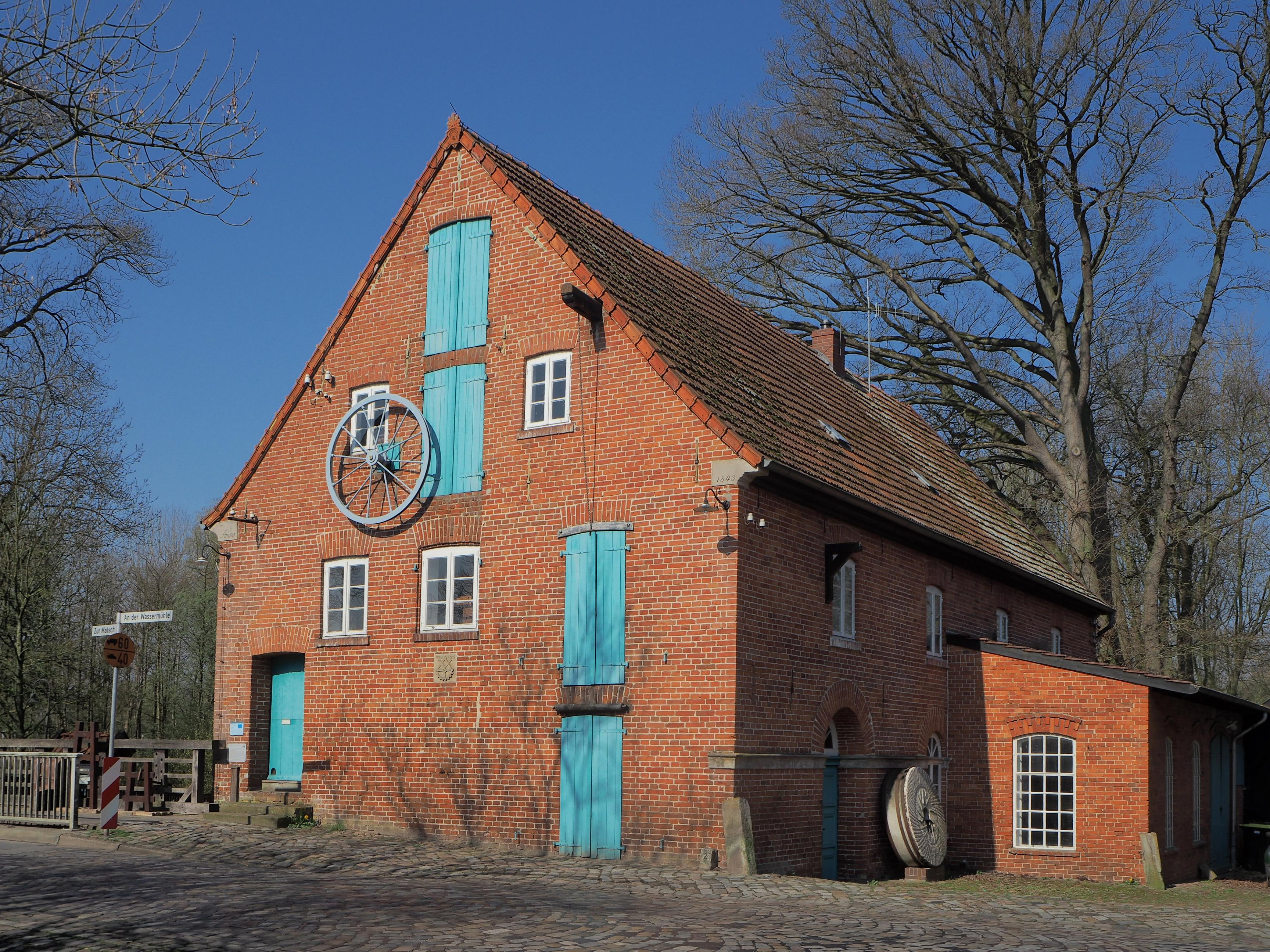
Mühlengebäude von 1843 mit Anbau (rechts) von 1909
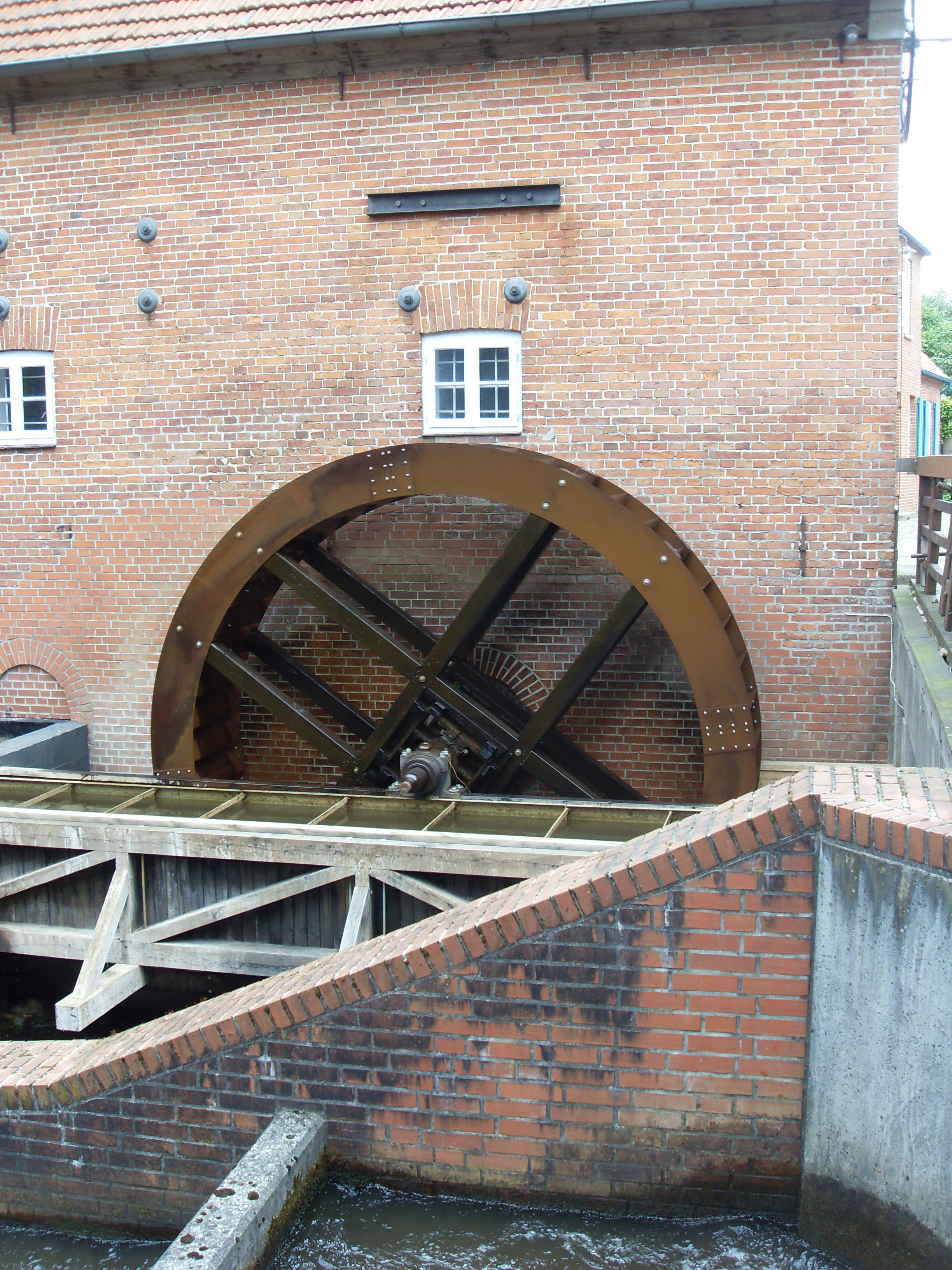
Wasserrad am Mühlengebäude
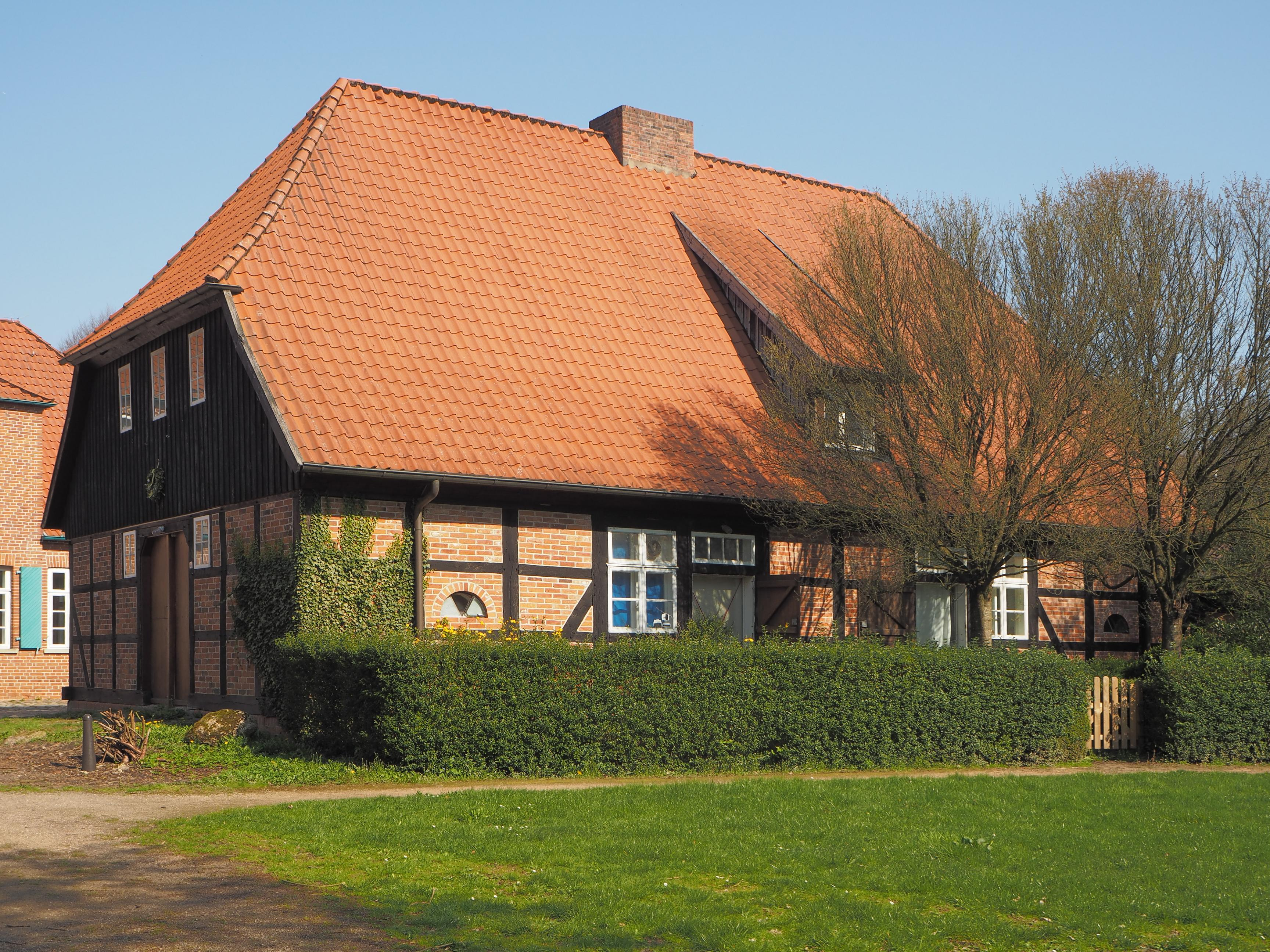
Altes Wohnhaus des Müllers und eines Schäfers, Baujahr: um 1750
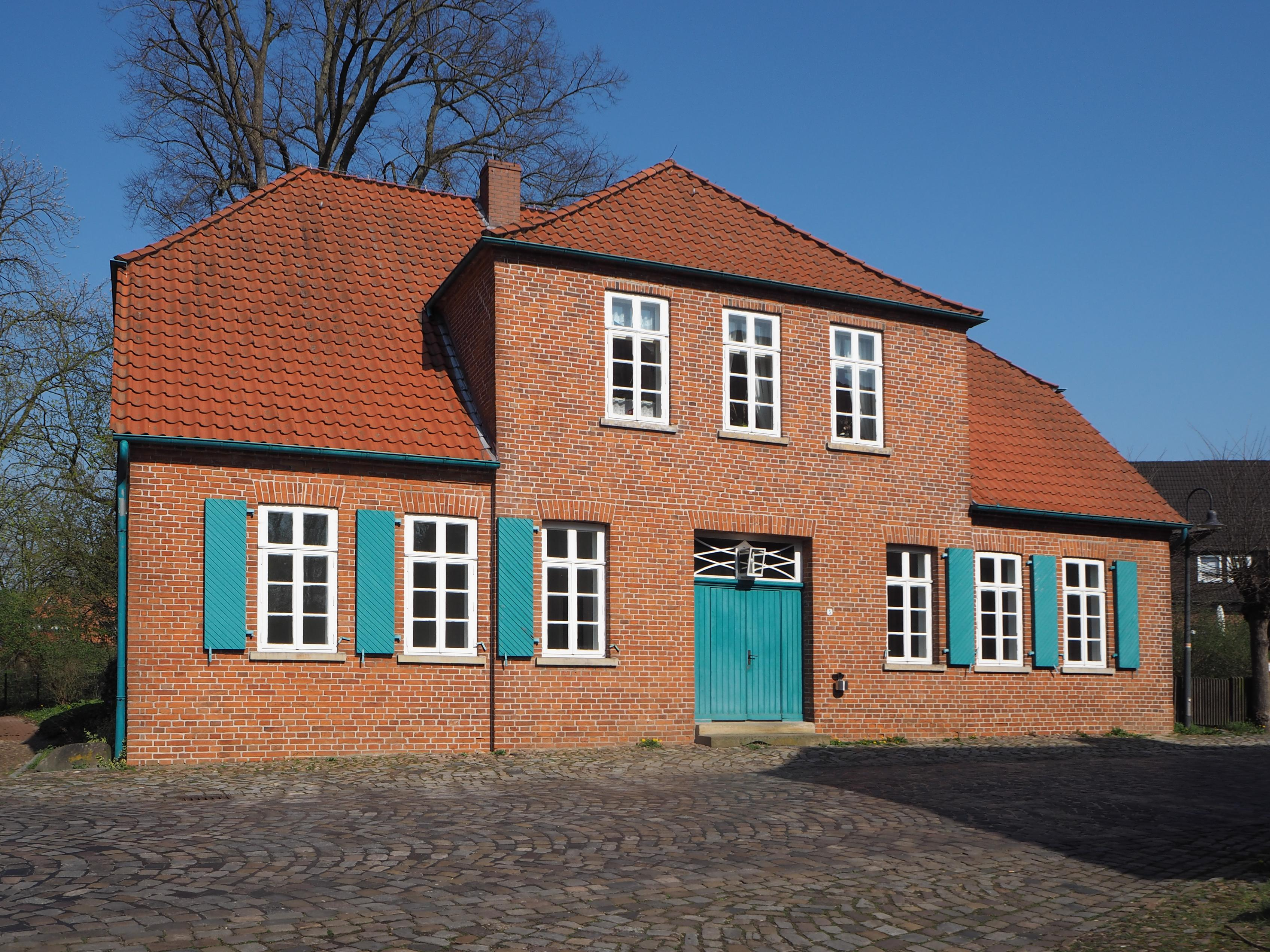
Neues Wohnhaus des Müllers Baujahr: 1829
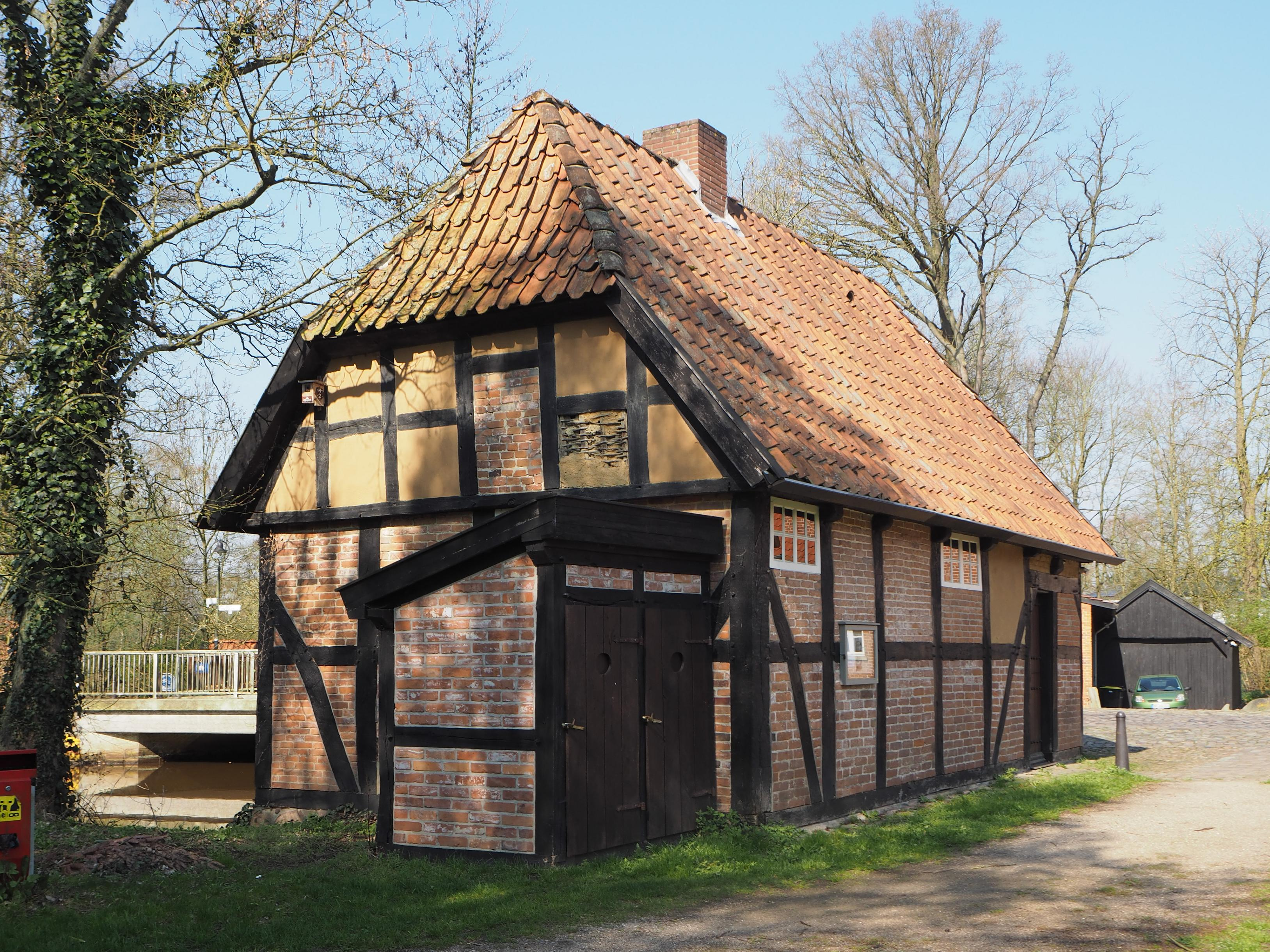
Backhaus von 1817 mit historischer Toilette (links)

### Kunst im öffentlichen Raum
In zwei öffentlich zugänglichen Gebäuden hat der aus Schweringen stammende Künstler Gottlieb Pot d’Or um 1960 Kunstwerke gestaltet:
- 1958 ein Wandbild in der Schule Heiligenrode
- 1964 Glasfenster im Chor der Klosterkirche Heiligenrode

### Veranstaltungen
- Die Gemeinde Stuhr bietet jährlich ein bis zwei Künstlern Stipendien in Heiligenrode an. Die Künstler erhalten ein Atelier im Ortskern und Mittel für bestimmte Projekte, die am Ende des Stipendienjahres ausgestellt werden.
- Die Kunstschule Stuhr (KUSS) bietet in den Räumlichkeiten der Grundschule bzw. der alten Volksschule Heiligenrode verschiedene Kunst-Kurse für Kinder und Erwachsene an.
- Auf dem Klosterbach werden im Sommer von der Aktion Stuhrer Ferienkiste Schlauchbootfahrten durchgeführt.